# Adams, Minnesota
Adams är en ort i Mower County i delstaten Minnesota, USA.